# Maesa lancifolia
Maesa lancifolia är en viveväxtart som beskrevs av Ridley. Maesa lancifolia ingår i släktet Maesa och familjen viveväxter. Inga underarter finns listade i Catalogue of Life.